# Vitaly Petrov
Vitaly Aleksandrovich Petrov (Russo: Виталий Петров) (Vyborg, 8 de setembro de 1984) é um automobilista russo. É mais conhecido como "Vyborg Rocket" na Rússia.

## Carreira
Em 2006 passou a disputar a GP2 Series pela equipe David Price Racing. No ano seguinte mudou-se para a Campos Racing.

### Fórmula 1

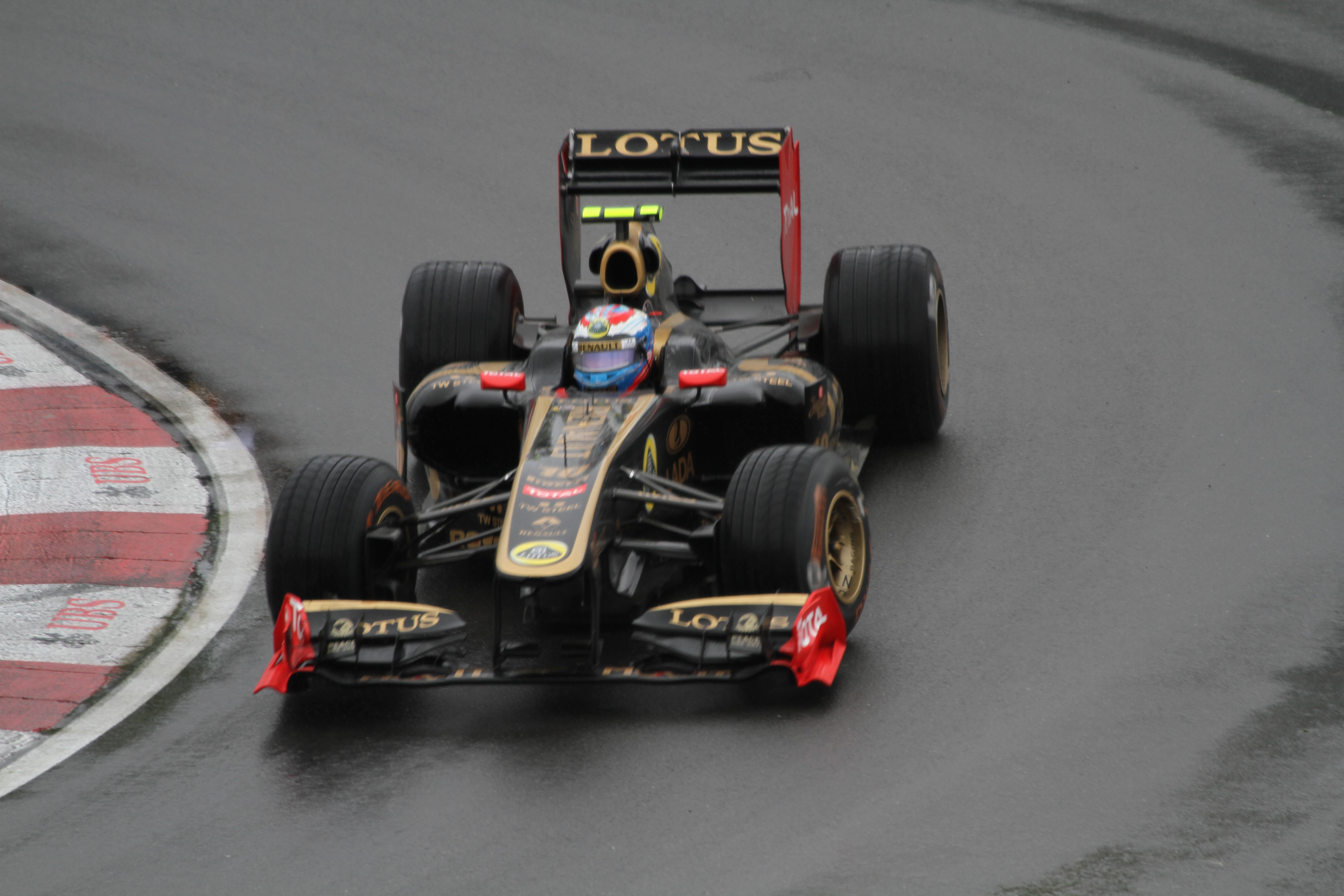
Petrov pela Lotus Renault em 2011.

Em 2010, foi apresentado pela equipe Renault como segundo piloto, ao lado de Robert Kubica, tornando-se o primeiro piloto russo na categoria.
Durante o Grande Prêmio da Malásia o piloto chamou a atenção pela disputa com o campeão mundial Lewis Hamilton, que chegou a ultrapassá-lo, mas o russo retomou a posição na curva seguinte, em uma bela ultrapassagem. O russo, no entanto, teve de abandonar a corrida devido a problemas no câmbio.
Petrov marcou os primeiros pontos da carreira no Grande Prêmio da China, quando chegou em sétimo lugar. No grande Prêmio da Turquia, Pretrov marcou pela primeira vez a volta mais rápida de uma corrida.
Na abertura da temporada de 2011, o piloto russo subiu pela primeira vez ao pódio, ao conquistar a terceira colocação do Grande Prêmio da Austrália.
Em 2012, foi contratado pela equipe Caterham para assumir o lugar do italiano Jarno Trulli.

### Outras categorias

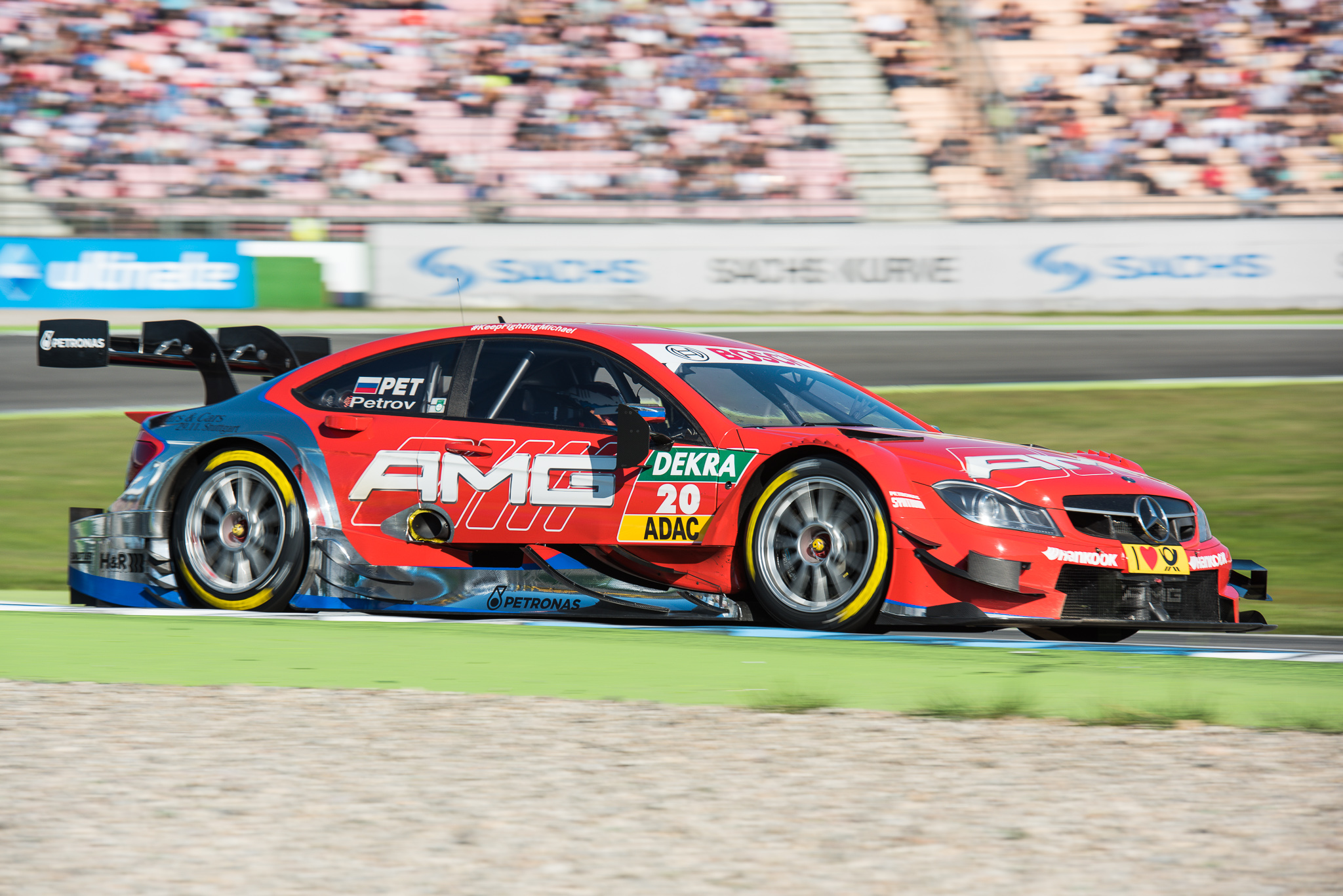
Petrov na DTM em 2014.

Disputou a DTM em 2014, a European Le Mans Series em 2016 e a FIA WEC de 2016 até a atualidade

## Resultados na Fórmula 1
Legenda: Corridas em negrito indicam pole position; Corridas em itálico indicam volta mais rápida.
| Temporada | Equipe                | Chassis       | Motor                    | 1       | 2       | 3       | 4      | 5      | 6       | 7      | 8      | 9      | 10     | 11     | 12     | 13      | 14     | 15     | 16      | 17      | 18     | 19     | 20     | Classificação | Pontos |
| --------- | --------------------- | ------------- | ------------------------ | ------- | ------- | ------- | ------ | ------ | ------- | ------ | ------ | ------ | ------ | ------ | ------ | ------- | ------ | ------ | ------- | ------- | ------ | ------ | ------ | ------------- | ------ |
| 2010      | Renault F1 Tam        | Renault R30   | Renault RS27 2.4 V8      | BAR Ret | AUS Ret | MAL Ret | CHN 7  | ESP 15 | MON 13  | TUR 15 | CAN 17 | EUR 14 | GBR 13 | ALE 10 | HUN 5  | BEL 9   | ITA 13 | SIN 11 | JAP Ret | COR Ret | BRA 16 | ABU 6  |        | 13º           | 27     |
| 2011      | Lotus Renault GP Team | Renault R31   | Renault RS27-2011 2.4 V8 | AUS 3   | MAL 17  | CHN 9   | TUR 8  | ESP 11 | MON Ret | CAN 5  | EUR 15 | GBR 12 | ALE 10 | HUN 12 | BEL 9  | ITA Ret | SIN 17 | JAP 9  | COR Ret | IND 11  | ABU 13 | BRA 10 |        | 10º           | 37     |
| 2012      | Caterham F1 Team      | Caterham CT01 | Renault RS27-2012 V8     | AUS Ret | MAL 16  | CHN 18  | BAR 16 | ESP 17 | MON Ret | CAN 19 | EUR 13 | GBR NL | ALE 16 | HUN 19 | BEL 14 | ITA 15  | SIN 19 | JAP 17 | COR 16  | IND 17  | ABU 16 | EUA 17 | BRA 11 | 19º           | 0      |